# Heterothops minutus
Heterothops minutus är en skalbaggsart som beskrevs av Thomas Vernon Wollaston 1860. Heterothops minutus ingår i släktet Heterothops, och familjen kortvingar. Arten är reproducerande i Sverige.